# Castelmagno
Castelmagno är en ort och kommun i provinsen Cuneo i regionen Piemonte i Italien. Kommunen hade 60 invånare (2018).